# Chlorotherion punctatus
Chlorotherion punctatus är en skalbaggsart som beskrevs av David John Middleton 1998. Chlorotherion punctatus ingår i släktet Chlorotherion och familjen långhorningar. Inga underarter finns listade i Catalogue of Life.